# Garázskijárat
A Garázskijárat a V’Moto-Rock együttes negyedik nagylemeze, melyet a Favorit adott ki 1984-ben.

## Az album dalai
| A oldal | A oldal         | A oldal         | A oldal | A oldal | A oldal | A oldal | A oldal | A oldal | A oldal |
| #       | Cím             | Szerző(k)       | Hossz   |         |         |         |         |         |         |
| ------- | --------------- | --------------- | ------- | ------- | ------- | ------- | ------- | ------- | ------- |
| 1.      | Garázskijárat   | Lerch–Demjén    | 3:53    |         |         |         |         |         |         |
| 2.      | Ébresztő        | Menyhárt–Demjén | 3:05    |         |         |         |         |         |         |
| 3.      | Te vagy a No.1. | Lerch–Demjén    | 3:12    |         |         |         |         |         |         |
| 4.      | Kínai lány      | Lerch–Demjén    | 4:12    |         |         |         |         |         |         |
| 5.      | 1001. éjszaka   | Lerch–Demjén    | 4:59    |         |         |         |         |         |         |
| 19:20   |                 |                 |         |         |         |         |         |         |         |

| B oldal | B oldal            | B oldal         | B oldal | B oldal | B oldal | B oldal | B oldal | B oldal | B oldal |
| #       | Cím                | Szerző(k)       | Hossz   |         |         |         |         |         |         |
| ------- | ------------------ | --------------- | ------- | ------- | ------- | ------- | ------- | ------- | ------- |
| 6.      | Szerelem napja     | Lerch–Demjén    | 3:58    |         |         |         |         |         |         |
| 7.      | Nem vagy túl távol | Menyhárt–Demjén | 4:10    |         |         |         |         |         |         |
| 8.      | Tépjél szét        | Menyhárt–Demjén | 3:11    |         |         |         |         |         |         |
| 9.      | Álmodj még egyszer | Lerch           | 3:13    |         |         |         |         |         |         |
| 10.     | Rázd meg baby!     | Lerch–Demjén    | 4:07    |         |         |         |         |         |         |
| 18:39   |                    |                 |         |         |         |         |         |         |         |

## Közreműködők
V’Moto-Rock
- Demjén Ferenc – ének, basszusgitár
- Herpai Sándor – dob, ütőhangszerek, LinnDrum
- Lerch István – ének, billentyűs hangszerek, LinnDrum
- Menyhárt János – gitár, vokál

Közreműködnek
- Hernádi Judit – próza
- Karácsony János – basszusgitár, vokál
- Dés László – szaxofon
- Horváth Kornél – tamburin, kabasa, vibraslapt